# Schade van Westrum

Wapen van:
Gaspar Cornelis Schade,
heer van Tull en ’t Wael
eind 17e eeuw

Schade van Westrum is een uit Soest afkomstig geslacht waarvan leden sinds 1891 tot de Nederlandse adel behoren en welke adellijke tak in 1980 uitstierf; de patriciaatstak leeft nog voort.

## Geschiedenis
De stamreeks begint met Jacob Schade die in 1449 wordt vermeld als eigenaar van land onder Soest. Bij Koninklijk Besluit van 23 mei 1891 werd mr. Anthonij Thomas Johannes Schade van Westrum (1856-1932) verheven in de Nederlandse adel; met een dochter van hem stierf de adellijke tak in 1980 uit. In 1943 werd de familie opgenomen in het Nederland's Patriciaat.
Geslachten die opgenomen zijn in het sinds 1910 verschijnende genealogische naslagwerk Nederland's Patriciaat. Lijst volgens opgave van het CBG Centrum voor familiegeschiedenis.
A · B · C · D · E · F · G · H · I · J · K · L · M · N · O · P · Q · R · S · T · U · V · W · Y · Z